# 그린랜드 (영화)
《그린랜드》(영어: Greenland)는 2020년 공개된 미국의 종말물 생존 재난 스릴러 영화이다. 릭 로먼 워가 연출을, 크리스 스팔링이 각본을 맡고, 제라드 버틀러, 모레나 바카링, 데이비드 덴먼, 호프 데이비스 등이 출연하였다. 거대 혜성이 지구를 향해 다가오는 가운데 살아남기 위해 고군분투하는 한 가족의 이야기를 다룬다.

## 줄거리
이틀 안에 혜성 클라크가 지구에 충돌해 대량절멸을 가져올 것이 예상되는 가운데 애틀랜타 구조 공학자 존은 가족들이 응급 대피소 대상자로 선택되었다는 국토안보부 자동 발송 문자를 받는다.
존은 후송 비행기를 타기 위해 아내 앨리슨, 아들 네이선과 하우스턴 로빈스 공군 기지로 향한다. 하지만 네이선은 당뇨병이라는 사실이 알려지자 탑승 자격이 박탈되고 마는데...

## 출연
- 제라드 버틀러 - 존 개리티 역
- 모레나 바카링 - 앨리슨 개리티 역
- 데이비드 덴먼 - 랠프 벤토 역
- 호프 데이비스 - 주디 벤토
- 로저 데일 플로이드 - 네이선 개리티 역
- 앤드루 배철러 - 콜린 역
- 메린 던지 - 브린 소령 역
- 홀트 매캘러니 - 트윈오터 조종사 역
- 스콧 글렌 - 데일 역
- 게리 위크스 - 에드 프루잇 역
- 랜들 곤잘러스 - 보비 역
- 클레어 브론슨 - 데브라 역

## 개봉
2019년 3월, STX 엔터테인먼트가 미국 배급권을 획득했다고 보도되었다. 원래 2020년 6월 12일에 미국에서 극장 개봉 예정이었지만 코로나19 범유행으로 인해 2020년 7월 30일과 2020년 8월 14일로 두 차례 연기되었다. 그리고 또 9월 25일로 연기되었지만, 9월 14일에 또다시 날짜 미정으로 연기되었다.
2020년 7월 29일, 벨기에에서 처음 극장 공개되었다.